# Reverb (GRAPEVINEの曲)
「Reverb」（リバーブ）はGRAPEVINEの7枚目のシングルである。2000年2月2日発売。

## 解説
- 前作から約半年振りのリリース。アルバム『Here』の先行シングルとなった。
- シングル曲でタイアップが付かなかったのはこの曲が初めてである。

## 収録曲
1. Reverb (作詞:田中和将/作曲:亀井亨)
音源は半音下げのチューニングになっており、ライブではレギュラーチューニングで演奏されることが多い。
『Here』にはアルバムバージョンで収録された。
2. 大人 (大人向け) (作詞:田中和将/作曲:西原誠)
アルバム『Lifetime』に収録された曲の別バージョン。